# 6 Pułk Artylerii Ciężkiej (1920)
6 Pułk Artylerii Ciężkiej (6 pac) – oddział artylerii ciężkiej Wojska Polskiego II Rzeczypospolitej w okresie wojny polsko-bolszewickiej.

## Formowanie i zmiany organizacyjne
Wiosną 1919 przystąpiono do formowania brygad artylerii dla dywizji piechoty. Brygada składała się z dowództwa, pułku artylerii polowej i pułku artylerii ciężkiej (dywizjon trzybateryjny). Drugi dywizjon pułku artylerii ciężkiej przeznaczony był do rezerwy artylerii Naczelnego Dowództwa.
Dekretem Naczelnego Wodza Wojska Polskiego z 1 września 1919 wyznaczeni zostali dowódcy wszystkich istniejących wówczas ośmiu pułków artylerii ciężkiej. Dowódcą 6 pułku artylerii ciężkiej został mjr Józef Urlich. Latem 1920 jego bateria zapasowa stacjonowała w Krakowie.
Opracowany w październiku plan rozbudowy artylerii do końca 1919 przewidywał, że z dniem 31 grudnia zakończona zostanie organizacja baterii i dowództw formowanych w kraju przez baterie zapasowe pułków artylerii. W okresie od października do końca grudnia 1919 bateria zapasowa 6 pułku artylerii ciężkiej miała wystawić baterie 1, 2, 3 oraz dowództwo I dywizjonu.

### Organizacja i działania 6 pac/I dywizjonu
Historia powstania I dywizjonu 6 pułku artylerii ciężkiej sięga 24 października 1918. Tego dnia płk Bolesław Roja polecił oficerowi austriackiego 2 pac por. Jerzemu Lewakowskiemu przejąć sprzęt od Austriaków. 31 października por. Lewakowski wraz z grupą około 20 oficerów i szeregowych przejął bez walki działa i inny sprzęt wojskowy. Jednocześnie utworzono „komendę oddziału uzupełniającego pułku artylerii ciężkiej nr 2 w Krakowie”, a 3 listopada dowództwo nad całym oddziałem objął kpt. Kazimierz Kristman-Dobrzański. 13 listopada oddział przemianowany został na „ciężki pułk artylerii nr 2 w Krakowie”, a dowództwo nad nim objął ppłk Józef Koźmiński. Pułk liczył wtedy 32 oficerów i kilkunastu szeregowych, 8 armat polowych kal. 90 mm wz. 75/96 i 2 haubice 150 mm wz. 94. Zwalniani z armii austriackiej szeregowcy-Polacy szybko zasilili szeregi pułku. Rozkazem nr 18 Dowództwa Okręgu Generalnego w Krakowie z 3 grudnia 1918 oddział został przekształcony w 1 pułk artylerii wałowej, a jego siedzibą stał się kompleks koszarowy przy ul. Montelupich.
W styczniu 4-działowa bateria 100 mm haubic, licząca 2 oficerów i 110 szeregowych, wysłana została na front polsko-czechosłowacki i walczyła w rejonie Bogumina.  Na front wschodni wysłany został pluton por. Karola Łopatkiewa uzbrojony w 2 haubice 150 mm wz. 14. 
Rozkazem MSWojsk. L. 12504/Mob./19 z 6 czerwca 1919 1 pułk artylerii wałowej przemianowany został na 6 pułk artylerii ciężkiej, a istniejący dywizjon stał się I/6 pac. Z początkiem marca na front ukraiński w rejonie Chyrowa wyruszyła też 3 bateria por. Ludwika Tobolewicza. Walczyła tu przez 2 miesiące. Na front pod Lwów odjechała 1 bateria. W rejonie Żyrawki i Zubrzy zatrzymała ogniem ataki wroga. W końcu marca 2 baterię por. Płaczka skierowano w rejon Gródka Jagiellońskiego, gdzie walczyła do 15 maja. Następnie skierowana została do Lwowa. W czerwcu obie baterie I/6 pac przewiezione zostały koleją do Krakowa, do koszar barakowych przy ul. Warszawskiej, w celu przezbrojenia i reorganizacji. Jednocześnie w skład dywizjonu włączono nowo utworzoną baterię. Dowództwo oddziału objął mjr Meraviglia. 30 lipca dwie baterie zostały przezbrojone w 155 mm haubice wz. 17, a jedna w 105 mm armaty wz. 13. Jednocześnie do oddziału przybyli instruktorzy francuscy. W połowie listopada dywizjon pod dowództwem kpt. Rudolfa Patoczki przerzucony został koleją do Wilna i wszedł w skład 6 Brygady Artylerii. W walkach o Dyneburg działał zdecentralizowanie, a jego baterie wspierały różne oddziały piechoty. 
Na początku lutego 1920 I/6 pac przerzucony został na Polesie. 1 bateria działała w rejonie Borysowa, a do pierwszych walk 7 lipca, kiedy to Sowieci zaatakowali w rejonie Gajowa i Nowosiółek. Wobec przerwania polskiej obrony 1 bateria prowadziła działania odwrotowe na kierunku Smolewicze, Mińsk Litewski, Stołpce, Horodyszcze aż do Worończy. 3 bateria zajęła stanowiska w rejonie Starego Borysowa. 30 marca ostrzeliwała przeciwnika wykorzystując obserwację balonową. W maju walczyła w rejonie Borysowa. W okresie odwrotu wojsk polskich wycofywała się przez Mińsk Litewski i Kojdanów do Worończy, gdzie połączyła się z resztą dywizjonu. 17 lipca 1/6 pac rozpoczął dalszy odwrót. Maszerował przez Słonim, Białystok, Małkinię, Tłuszcz, Radzymin, Warszawę, Górę Kalwarię, Ryczywół do Kozienic. Tu bateria ostrzeliwała przeciwnika w rejonie: Paprocie, Kruszena, Kobranice. 17 sierpnia dywizjon dotarł do Dęblina, a dalej koleją do Lublina, by do 22 września stanowić odwód artyleryjski 3 Armii. Po tej dacie przeszedł do Radziwilłowa do dyspozycji dowódcy 6 Dywizji Piechoty. 12 października rozpoczął swój ostatni marsz bojowy, docierając po 9 dniach do rejonu Starokonstantynowa. Tu zakończył szlak bojowy.

#### Dywizjon w okresie pokoju
Po zakończeniu działań wojennych I/6 pac przemaszerował do Złoczowa, a 21 grudnia 1920 został załadowany do eszelonu, przewieziony do Krakowa i zakwaterowany w koszarach im. gen. Józefa Bema przy ul. Rakowieckiej.
7 maja 1921, rozkazem MSWojsk. L.16167/21.Art., zlikwidowano „wojenny” 6 pac tworząc w jego miejsce „pokojowy” 5 pułk artylerii ciężkiej z dowódcą ppłk. Józefem Ulrychem. Początkowo nowa jednostka składała się z jednego dywizjonu – byłego I/6 pac.

## Żołnierze pułku
| Obsada personalna pułku w 1920 | Obsada personalna pułku w 1920                                                         |
| Stanowisko                     | Stopień, imię i nazwisko                                                               |
| ------------------------------ | -------------------------------------------------------------------------------------- |
| Dowódca pułku                  | ppłk Rudolf Patoczka                                                                   |
| Dowódca I dywizjonu            | mjr Kazimierz Płaczek                                                                  |
| Dowódca 1 baterii              | por. Feliks Olszewski (od 18 VII 1920) kpt. Jarosław Patoczka?                         |
| Dowódca 2 baterii              | por. Kazimierz Płaczek (do 25 VI 1920) por./kpt. Józef Pellar (od 25 VI 1920)          |
| oficer baterii                 | por. Zdzisław Łęcki                                                                    |
| Dowódca 3 baterii              | por. / kpt. dr Ludwik Tobolewicz (do VII 1920) por./kpt. Zdenko Praisler (od VII 1920) |
| Lekarz                         | kpt. lek. dr Tadeusz Kopacz                                                            |
| Lekarz wet.                    | kpt. lek. wet. Stanisław Cymerman                                                      |
| Dowódca baterii szkolnej       | por. Rudolf Baszkiewicz                                                                |